# Autostrada A13a (Franța)
Autostrada A13a, sau A13a, este o scurtă autostradă franceză, ramificație a A13, care leagă aceasta de intersecția unde fosta RN15, în prezent declasificată ca D915, se separă de fosta RN13 (în prezent RD113).
Această autostradă este concesionată către SAPN și integrată în sistemul de taxare deschis al autostrăzii A13.
Particularitatea sa constă în faptul că este ultima autostradă franceză cu 3 benzi (pe un singur carosabil): două benzi situate de o parte și de alta a carosabilului, fiecare constituind banda principală pentru sensul său de circulație. Banda centrală de depășire, care până în 2009 era comună ambelor sensuri, a fost reamenajată într-un interval de depășire securizat cu 2+1 benzi.

## Istorie
Declarație de utilitate publică
- 18.03.1956: Întregul traseu al autostrăzii (A13 - D915)[1], (declarație prelungită la 05.04.1961[2]), (→ RN13).
- 10.08.1961: Întregul traseu al autostrăzii (A13 - D915)[3], (declarație considerată urgentă la 02.04.1962[4][5], modificată pentru concesiune la 17.01.1963[6][7] și prelungită la 10.08.1966[8]).

Punerea în funcțiune
- 07.08.1963: Întregul traseu al autostrăzii (A13 - D915).

## Traseu
| De la A13 la D915 (78); secțiune cu taxă (sistem deschis al A13) concesionată către SAPN. |                                                                            |             |
| A13 E05                                                                                   |                                                                            |             |
| 14                                                                                        | Nod rutier între A13 și A13a: Mantes-la-Jolie, Paris (nod rutier parțial). | A13         |
| A13a                                                                                      |                                                                            |             |
| 1 - Bonnières-sur-Seine                                                                   | Oraș deservit: Bonnières-sur-Seine (nod rutier parțial).                   |             |
| A13a                                                                                      |                                                                            |             |
|                                                                                           | RD113: Bonnières-sur-Seine, Jeufosse RD915: Vernon                         | RD113 RD915 |